# قضبة (حرض)

تعديل مصدري - تعديل

قضبة هي إحدى قرى عزلة الفج بمديرية حرض التابعة لمحافظة حجة، بلغ تعداد سكانها 404 نسمة حسب تعداد اليمن لعام 2004.